# Leipzig-Dölitz-Dösen

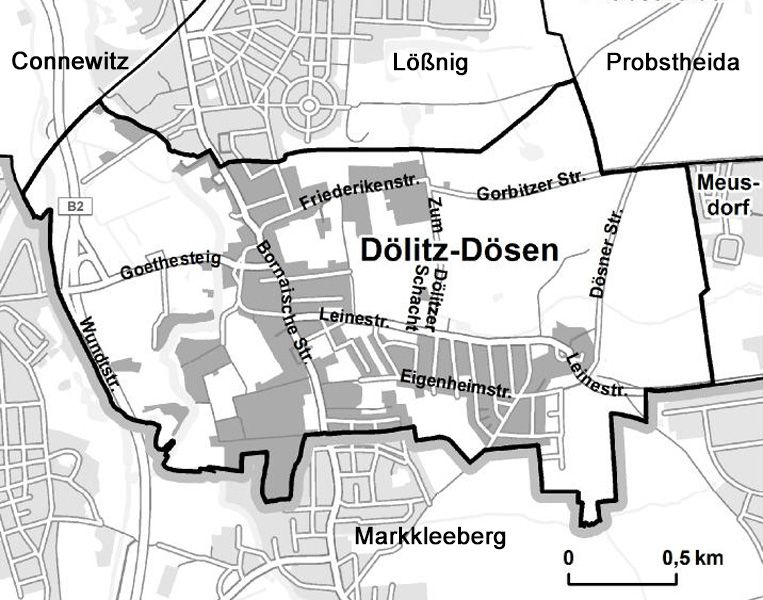
Dölitz-Dösen et ses voisins

Dölitz-Dösen est un quartier du sud de Leipzig en Allemagne.
Le parc des expositions ainsi que les espaces verts de l'agra sont situés au sud-ouest du quartier.

## Géographie
Dölitz-Dösen est situé à la limite sud de Leipzig. Ses voisins du nord sont Connewitz, Lößnig et Probstheida. À l'est, il borde Meusdorf et au sud et à l'ouest la grande ville de district de Markkleeberg, la Pleiße formant la frontière à l'ouest.
À Markkleeberg, la limite du district coïncide avec la limite du district ainsi qu'avec la limite de la ville. Au nord, il existe de petits écarts entre les limites du district et du district de Lößnig dans la zone du parc de loisirs de Lößnig-Dölitz. À l'est, la zone de la colonie de Leine, l'ancien site de l'hôpital du parc et l'établissement pénitentiaire de Dösener Flur relevaient du district de Meusdorf. Au nord-ouest, des parties des territoires de Connewitz et Lößnig sont arrivées à Dölitz-Dösen.
La principale artère de circulation de Dölitz-Dösen est la Bornaische Straße, qui s'étend du nord au sud et faisait autrefois partie de la Via Regia. Dans la direction est-ouest, la Leinestrasse a une importance régionale, tout comme le Goethesteig avec la sortie de la Bundesstraße 2.

## Population
Le quartier comptait 4 734 habitants le 1er janvier 2017 selon le registre des déclarations domiciliaires, c'est-à-dire 572 hab./km2.
| Année | Résidents |
| ----- | --------- |
| 2000  | 4.288     |
| 2005  | 3.850     |
| 2010  | 4.053     |
| 2015  | 4.734     |
| 2020  | 4.647     |
| 2023  | 4.877     |

## Caractéristiques de localisation
| Utilisation des terres | %  |
| ---------------------- | -- |
| Forêt                  | 26 |
| Récréation             | 24 |
| Agriculture            | 18 |
| Résider                | 16 |
| Trafic                 | 9  |
| Industrie et commerce  | 4  |
| Eau                    | 3  |

Dölitz-Dösen est un quartier résidentiel dans lequel se trouvent des maisons au caractère de village dans les deux vieux centres-villes ; à Dölitz, des maisons de style wilhelminien ont été ajoutées. La plupart des immeubles d'habitation ont été construits avant la Seconde Guerre mondiale selon la méthode de construction ouverte à Dölitz am Eichwinkel et à Dösen entre Leinestraße et Hausestraße (Neudösen, Johannishöhe).
Les zones forestières et de loisirs - ici en particulier la partie orientale du parc d'Agra et certaines parties du parc de loisirs de Dölitz-Dösen - représentent environ la moitié de la superficie du district (à partir de 2020), ce qui, en conjonction avec la proximité du Lac de Markkleeberg pour Dölitz-Dösen une haute qualité de vie.
Le Leinegraben traverse le quartier dans une direction est-ouest et se jette dans la Mühlpleiße, qui s'étend du sud au nord. Il y a plusieurs étangs dans le centre-ville de Dösen et dans les parcs.